# 1,1-Diiodpropan
1,1-Diiodpropan ist eine chemische Verbindung, die zu den Halogenalkanen gehört. Sie ist isomer zu 1,2-Diiodpropan, 1,3-Diiodpropan und 2,2-Diiodpropan.

## Darstellung
1,1-Diiodpropan kann aus Diazopropan und elementarem Iod hergestellt werden. Ausgangsstoff zur Herstellung des Diazopropans ist Propylamin-hydrochlorid,  das zum Nitrosopropylharnstoff umgesetzt wird.
Die Herstellung aus 2-Iodbuttersäure, Iod und Blei(IV)-acetat liefert schlechte Ausbeuten.

## Eigenschaften
Die kritische Temperatur von 1,1-Diiodpropan liegt bei 708,27 K, der kritische Druck bei 42,06 bar. Die Verdampfungsenthalpie am Siedepunkt beträgt 39,178 kJ/mol.

## Externe Links zu erwähnten Verbindungen
1. ↑  Externe Identifikatoren von bzw. Datenbank-Links zu Diazopropan:  CAS-Nr.: 764-02-3, PubChem: 12224242, Wikidata: Q82316509.
2. ↑  Externe Identifikatoren von bzw. Datenbank-Links zu Propylamin-hydrochlorid:  CAS-Nr.: 556-53-6, EG-Nr.: 209-129-9, ECHA-InfoCard: 100.008.301, PubChem: 11165, ChemSpider: 10692, Wikidata: Q27273520.
3. ↑  Externe Identifikatoren von bzw. Datenbank-Links zu Nitrosopropylharnstoff:  CAS-Nr.: 816-57-9, PubChem: 13157, ChemSpider: 12605, Wikidata: Q81983741.
4. ↑  Externe Identifikatoren von bzw. Datenbank-Links zu 2-Iodbuttersäure:  CAS-Nr.: 7435-10-1, PubChem: 11229626, ChemSpider: 9404674, Wikidata: Q65057718.